# Luik-Bastenaken-Luik 2013
Op 21 april 2013 werd de 99e editie van Luik-Bastenaken-Luik verreden. De Ier Daniel Martin won de wedstrijd.

## Parcours
De wedstrijd startte in de stad Luik, trok vervolgens naar Bastenaken en keerde dan weer terug naar de omgeving van Luik, waar men finishte in de gemeente Ans.

### Hellingen
Luik-Bastenaken-Luik 2013 had 11 bergen en heuvels in het parcours. Hiervan was de zwaarste heuvel de Côte de Stockeu waarbij over 1 km een gemiddeld stijgingspercentage wordt behaald van 12,2%. De Côte de Colonster was nieuw in het parcours, ze verving de Côte de la Roche-aux-Faucons waar wegenwerken aan de gang waren.
| Nummer | Naam                        | Kilometer | Lengte | Stijging |
| ------ | --------------------------- | --------- | ------ | -------- |
| 1      | Côte de La Roche-en-Ardenne | 70        | 2,8 km | 6,2%     |
| 2      | Côte de Saint-Roch          | 116,5     | 1 km   | 11%      |
| 3      | Côte de Wanne               | 160       | 2,7 km | 7,3%     |
| 4      | Côte de Stockeu             | 166,5     | 1 km   | 12,2%    |
| 5      | Côte de la Haute-Levée      | 172       | 3,6 km | 5,7%     |
| 6      | Col du Rosier               | 185       | 4,4 km | 5,9%     |
| 7      | Côte du Maquisard           | 198       | 2,5 km | 5%       |
| 8      | Mont (Theux)                | 208       | 2,7 km | 5,9%     |
| 9      | Côte de La Redoute          | 223       | 2 km   | 8,8%     |
| 10     | Côte de Colonster           | 244,5     | 2,4 km | 6%       |
| 11     | Côte de Saint-Nicolas       | 252       | 1,2 km | 8,6%     |

## Deelnemende ploegen
Er namen dit jaar 25 ploegen deel aan Luik-Bastenaken-Luik.
| 19 UCI World Tour-ploegen | 19 UCI World Tour-ploegen | 19 UCI World Tour-ploegen | 6 wildcards                 |
| ------------------------- | ------------------------- | ------------------------- | --------------------------- |
| AG2R-La Mondiale          | FDJ                       | Omega Pharma-Quick Step   | Accent-Wanty                |
| Argos-Shimano             | Team Garmin-Sharp         | Orica-GreenEdge           | Topsport Vlaanderen-Baloise |
| Astana Pro Team           | Lampre-Merida             | RadioShack-Leopard        | Crelan-Euphony              |
| Blanco Pro Cycling        | Lotto-Belisol             | Saxo-Tinkoff              | Team Europcar               |
| BMC Racing Team           | Katjoesja Team            | Sky ProCycling            | Cofidis                     |
| Cannondale Pro Cycling    | Team Movistar             | Vacansoleil-DCM           | IAM Cycling                 |
| Euskaltel-Euskadi         |                           |                           |                             |

## Uitslag
| Luik-Bastenaken-Luik 2013 (261,5 km) |                         |                    |          |
| Plaats                               | Naam                    | Ploeg              | Tijd     |
| Winnaar                              | Daniel Martin           | Team Garmin-Sharp  | 6u38'07" |
| 2                                    | Joaquím Rodríguez       | Team Katjoesja     | +3"      |
| 3                                    | Alejandro Valverde      | Team Movistar      | + 9"     |
| 4                                    | Carlos Alberto Betancur | AG2R-La Mondiale   | z.t.     |
| 5                                    | Michele Scarponi        | Lampre-Merida      | z.t.     |
| 6                                    | Enrico Gasparotto       | Astana Pro Team    | +18"     |
| 7                                    | Philippe Gilbert        | BMC Racing Team    | z.t.     |
| 8                                    | Ryder Hesjedal          | Team Garmin-Sharp  | z.t.     |
| 9                                    | Rui Costa               | Team Movistar      | z.t.     |
| 10                                   | Simon Gerrans           | Orica-GreenEdge    | z.t.     |
| 11                                   | Benoît Vaugrenard       | FDJ                | z.t.     |
| 12                                   | Igor Antón              | Euskaltel-Euskadi  | z.t.     |
| 13                                   | Romain Bardet           | AG2R-La Mondiale   | z.t.     |
| 14                                   | Rinaldo Nocentini       | AG2R-La Mondiale   | z.t.     |
| 15                                   | Lars Petter Nordhaug    | Blanco Pro Cycling | z.t.     |
| 16                                   | Sergio Henao            | Sky ProCycling     | z.t.     |
| 17                                   | Nicki Sørensen          | Team Saxo-Tinkoff  | + 21"    |
| 18                                   | Jelle Vanendert         | Lotto-Belisol      | + 26"    |
| 19                                   | Simon Geschke           | Argos-Shimano      | + 56"    |
| 20                                   | Diego Ulissi            | Lampre-Merida      | z.t.     |

1892 · 1893 · 1894 · 1895-1907 · 1908 · 1909 · 1910 · 1911 · 1912 · 1913 · 1914-1918 · 1919 · 1920 · 1921 · 1922 · 1923 · 1924 · 1925 · 1926 · 1927 · 1928 · 1929 · 1930 · 1931 · 1932 · 1933 · 1934 · 1935 · 1936 · 1937 · 1938 · 1939 · 1940-1942 · 1943 · 1944 · 1945 · 1946 · 1947 · 1948 · 1949 · 1950 · 1951 · 1952 · 1953 · 1954 · 1955 · 1956 · 1957 · 1958 · 1959 · 1960 · 1961 · 1962 · 1963 · 1964 · 1965 · 1966 · 1967 · 1968 · 1969 · 1970 · 1971 · 1972 · 1973 · 1974 · 1975 · 1976 · 1977 · 1978 · 1979 · 1980 · 1981 · 1982 · 1983 · 1984 · 1985 · 1986 · 1987 · 1988 · 1989 · 1990 · 1991 · 1992 · 1993 · 1994 · 1995 · 1996 · 1997 · 1998 · 1999 · 2000 · 2001 · 2002 · 2003 · 2004 · 2005 · 2006 · 2007 · 2008 · 2009 · 2010 · 2011 · 2012 · 2013 · 2014 · 2015 · 2016 · 2017 · 2018 · 2019 · 2020 · 2021 · 2022 · 2023 · 2024
 Tour Down Under · 
 Parijs-Nice · 
 Tirreno-Adriatico · 
 Milaan-San Remo · 
 Ronde van Catalonië · 
 E3 Harelbeke · 
 Gent-Wevelgem · 
 Ronde van Vlaanderen · 
 Ronde van het Baskenland · 
 Parijs-Roubaix · 
 Amstel Gold Race · 
 Waalse Pijl · 
 Luik-Bastenaken-Luik · 
 Ronde van Romandië · 
 Ronde van Italië · 
 Critérium du Dauphiné · 
 Ronde van Zwitserland · 
 Ronde van Frankrijk · 
 Clásica San Sebastián · 
 Ronde van Polen · 
  Eneco Tour · 
 Ronde van Spanje · 
 Vattenfall Cyclassics · 
 GP Ouest France-Plouay · 
 Grote Prijs van Quebec · 
 Grote Prijs van Montreal · 
 UCI Ploegentijdrit · 
 Ronde van Lombardije · 
 Ronde van Peking